# Saal (Bergisch Gladbach)
Saal ist ein Ortsteil im Stadtteil Lückerath von Bergisch Gladbach. 

## Geschichte
Die Ortsbezeichnung Saal nimmt Bezug auf die hochmittelalterliche Siedlungsgründung Haus Saal, die in den Steuer-, Pacht- und Huldigungslisten von 1487 zur Steuerhonschaft Bensberg gehörte. Saal leitet sich aus dem althochdeutschen salida/selida (= Haus, Hütte, Wohnung) ab.  Saal und seine Ländereien war seinerzeit aus dem umgebenden Frankenforst herausgerodet. Er gehörte ebenso wie dieser im 13. Jahrhundert dem Kloster Meer. Im Laufe der Zeit wurde Saal zum Rittersitz, gleichwohl ist keine Adelsfamilie Saal nachweisbar. 1528 ist David von Zweiffel Eigentümer.
Die Topographia Ducatus Montani des Erich Philipp Ploennies, Blatt Amt Porz, belegt, dass der Wohnplatz 1715 als Freihof kategorisiert wurde und mit Sahl bezeichnet wurde.
Carl Friedrich von Wiebeking benennt die Hofschaft auf seiner Charte des Herzogthums Berg 1789 als Saal. Aus ihr geht hervor, dass Saal zu dieser Zeit Teil der Honschaft Refrath im Kirchspiel Bensberg war.
Unter der französischen Verwaltung zwischen 1806 und 1813 wurde das Amt Porz aufgelöst und Saal wurde politisch der Mairie Bensberg im Kanton Bensberg zugeordnet. 1816 wandelten die Preußen die Mairie zur Bürgermeisterei Bensberg im Kreis Mülheim am Rhein.
Der Ort ist auf der Topographischen Aufnahme der Rheinlande von 1824 und auf der Preußischen Uraufnahme von 1840 als Saaler Mühle verzeichnet. Ab der Preußischen Neuaufnahme von 1892 ist er auf Messtischblättern regelmäßig als Saal, Saaler Mühle oder ohne Namen verzeichnet.
Aufgrund des Köln-Gesetzes wurde die Stadt Bensberg mit Wirkung zum 1. Januar 1975 mit Bergisch Gladbach zur Stadt Bergisch Gladbach zusammengeschlossen. Dabei wurde auch Saal Teil von Bergisch Gladbach.
| Jahr | Einwohner | Wohn- gebäude | Kategorie           | Politische / kirchliche Zugehörigkeit                         |
| ---- | --------- | ------------- | ------------------- | ------------------------------------------------------------- |
| 1830 | 12        |               | Bauerngut und Mühle | Bürgermeisterei Bensberg, Pfarrgemeinde Bensberg Saal genannt |
| 1845 | 17        | 2             | Mühle und Bauergut  | Bürgermeisterei Bensberg, Pfarre Bensberg Saal genannt        |
| 1871 | 64        | 8             | Hofstelle           | Bürgermeisterei Bensberg Saal genannt                         |
| 1885 | 50        | 10            | Wohnplatz           | Bürgermeisterei Bensberg, Kirchspiel Refrath                  |
| 1895 | 16        | 2             | Wohnplatz           | Bürgermeisterei Bensberg, Kirchspiel Refrath                  |
| 1905 | 18        | 2             | Wohnplatz           | Bürgermeisterei Bensberg, katholische Pfarre Refrath          |

Die Zahlen beinhalten auch den Wohnplatz Saaler Mühle.